# Implementación conjunta

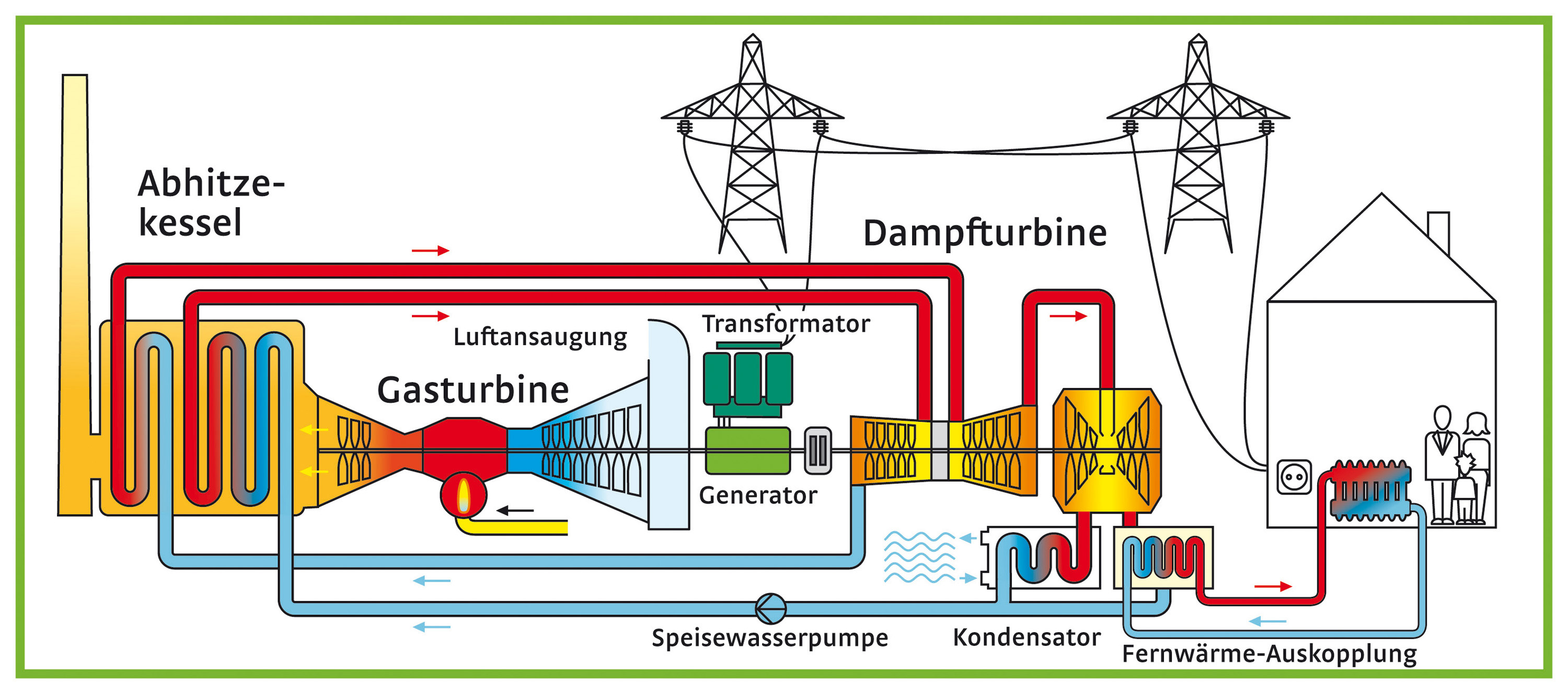
Diagrama de una central de gas natural de ciclo combinado. La implementación conjunta de una central de ciclo combinado de gas natural para sustituir a una central térmica de carbón puede propiciar una reducción de emisiones de 532 g de CO2 equivalente por kWh de electricidad generado.

La implementación conjunta (JI por las siglas en inglés de Joint Implementation) es uno de los 3 mecanismos de flexibilidad establecidos en el Protocolo de Kioto para ayudar a los países con objetivos vinculantes de emisiones de gases de efecto invernadero (el anexo I) a cumplir sus obligaciones. La JI se describe en el artículo 6 de este protocolo. Según este artículo, cualquier país del anexo I puede invertir en un proyecto de reducción de emisiones (denominado «proyecto de implementación conjunta") situado en cualquier otro país del anexo I como alternativa a reducir sus propias emisiones nacionales. De este modo los países pueden reducir los costes de cumplir sus objetivos de Kioto invirtiendo en proyectos de reducción de emisiones situados en países del anexo I donde puede ser más barato disminuir estas emisiones, y entonces utilizar las Unidades de Reducción de Emisiones (ERU por sus siglas en inglés) resultantes para aproximarse al objetivo al que se han comprometido.
Un proyecto JI podría consistir, por ejemplo, en reemplazar una central térmica de carbón por una central de ciclo combinado. Se espera que la mayoría de los proyectos JI se lleven a cabo en las economías en transición (EIT por sus siglas en inglés), denominadas «partes EIT» en el anexo B del Protocolo de Kioto. En 2012 estaba programado que Rusia y Ucrania recibieran los mayores números de  proyectos JI.
A diferencia del Mecanismo de desarrollo limpio (CDM por sus siglas en inglés), el JI ha causado menos preocupación por reducciones espurias de emisiones, porque el proyecto JI, a diferencia del proyecto CDM, se lleva a cabo en un país que se ha comprometido por el Protocolo de Kioto a reducir emisiones.
El proceso de recibir créditos de emisión para proyectos JI es algo complejo. A los proyectos de reducción de emisiones se les conceden créditos (no en el sentido monetario) llamados Unidades de Reducción de Emisiones (ERU por sus siglas en inglés), a razón de una ERU por cada tonelada de CO2 equivalente que el proyecto evita emitir. Las ERU proceden de la bolsa de créditos de emisiones otorgada al país donde se ubicará el proyecto (país anfitrión). Los créditos de esta bolsa se conocen como Unidades de Cantidad Asignada (AAU por sus siglas en inglés). Cada país del anexo I tiene un número predeterminado de AAU, calculado según sus emisiones de gases de efecto invernadero en 1990. Al requerir que los créditos JI provengan la bolsa de un país anfitrión, el Protocolo de Kioto asegura que la cantidad total de créditos de emisiones entre las partes del anexo I no cambia durante el primer periodo de compromiso de este protocolo.

## Proyectos
El periodo formal para estos créditos JI se alineó con el primer periodo de compromiso del Protocolo de Kioto, y no empezó hasta enero de 2008 (Carbon Trust, 2009, p. 20). En noviembre de 2008, sólo 22 proyectos JI habían sido oficialmente aprobados y registrados. Para 2012 se espera que el número total de ERU generadas por JI estará  alrededor de los 300 millones. Esta estimación se basa en los valores tomados de los planes de proyecto, y no incluye ningún ajuste por si, en la práctica, las reducciones de emisiones son inferiores a lo planeado.
Rusia generaría aproximadamente dos tercios de estos 300 millones, con el resto dividido más o menos igualmente entre Ucrania y los nuevos países miembros de la Unión Europea. Las reducciones de emisiones afectan también a las cantidades de metano, HFC, y N2O vertidas a la atmósfera.
En diciembre de 2012, tras la noticia de que el comité de la UE contra el cambio climático iba a votar una prohibición de las ERU de países no signatarios del segundo periodo de compromisos del Protocolo de Kioto, el precio de la ERU se desplomó a un mínimo de 15 centavos de dólar norteamericano, para luego recuperarse hasta 23 centavos. En enero de 2013, Bloomberg informó de que los precios de la ERU habían caído el 89 % en 2012.